# Angleterre-Tonga en rugby à XV
Cet article présente l'historique des confrontations entre l'équipe d'Angleterre et l'équipe des Tonga en rugby à XV. Les deux équipes se sont affrontées à quatre reprises en Coupe du monde. Les Anglais ont remporté les quatre rencontres.

## Les confrontations
| No | Date              | Lieu                                     | Match              | Score    | Compétition              |
| -- | ----------------- | ---------------------------------------- | ------------------ | -------- | ------------------------ |
| 1  | 15 octobre 1999   | Stade de Twickenham, Londres, Angleterre | Angleterre – Tonga | 101 – 10 | Coupe du monde (poule B) |
| 2  | 28 septembre 2007 | Parc des Princes, Paris , France         | Angleterre – Tonga | 36 – 20  | Coupe du monde (poule A) |
| 3  | 22 septembre 2019 | Dôme de Sapporo, Sapporo , Japon         | Angleterre – Tonga | 35 – 3   | Coupe du monde (poule C) |
| 4  | 6 novembre 2021   | Stade de Twickenham, Londres, Angleterre | Angleterre – Tonga | 69 – 3   | Test match               |